# Turkijski narodi
Turkijski narodi su oni narodi koji govore jezicima turkijske grane. Povijesno i jezično povezuje ih se sa starim narodima što su ih Kinezi nazivali T'u-chüeh, koji su u 6. stoljeću utvrdili carstvo što se od Mongolije i sjeverne granice Kine prostiralo do Crnog mora. 
Turkijske narode danas povezuje Islam, isključujući otuda jedino sibirske Jakute i Čuvaše u području Volge. Turkijske narode geografski danas dijele na dvije glavne grane, zapadne i istočne. Zapadne Turkijce zastupaju turkijski narodi jugoistočne Europe i područja jugozapadne Azije, u Anatoliji i sjeverozapadnom Iranu. Istočna grupa Turkijaca naseljena je u središnjoj Aziji, u Kazahstanu i Ujgurskoj Autonomnoj Regiji. 

## Povijest
O samom porijeklu Turkijaca malo je poznato. Kineski dokumenti iz 6. stoljeća spominju carstvo T'u-chüeh koje se sastoji od dva dijela, a dijele ih na Sjeverne i Zapadne Turkijce. Carstvo dolazi u 7. stoljeću pod vlast dinastije T'ang, ali su se sjeverni Turkijci oslobodili Kineza i očuvali samostalnost do 744. Najstariji turkijski zapisi (orhon) iz 8. stoljeća opisuju ovo carstvo kao konfederaciju turkijskih plemena, i to Oguze; Ujgure duž Selenge u sadašnjoj Mongoliji; Kirgize duž Jeniseja u središnjoj Rusiji. Oguzi uskoro počinju migraciju na zapad, u Iran i Afganistan. U Iranu, oguska plemena poznata kao Seldžuci (Seljuks), stvaraju u kasnom 11. stoljeću carstvo koje se prostire od Amu-Darje do Perzijskog zaljeva i Inda na zapad do Mediterana. Godine 1071. seldžučki sultan Alp-Arslan je porazio Bizantsko carstvo u bici na Manzikertu i tako oslobodio prolaz za nekoliko milijuna Oguza u Anatoliju. Tu je Osman I. Gazi u ranom 14. stoljeću osnovao Osmansko Carstvo. Turkijci koji su naselili Anatoliju kasnije su proširili svoj imperij na Balkan i dijelove srednje i istočne Europe, te dijelove sjeverne Afrike i jugozapadne Azije. 
Na Dalekom istoku, u Središnjoj Aziji, Ujguri su protjerani iz Mongolije. Prije se tu vodila borba među turkijskim plemenima za kontrolu nad Mongolijom. Ujguri su se u 9. stoljeću naselili u sadašnjem Xinjiang u sjeverozapadnoj Kini. Dio Ujgura se nastanio na zapadu u sadašnjem Uzbekistanu, gdje su nomadsko stočarstvo zamijenili sjedilačkim životom. Ovi ljudi postadoše ovdje poznati kao Uzbeci.
Mongolsko osvajanje koje počinje u ranom 13. stoljeću prouzročilo je niz pokreta turkijskih naroda što se nastavilo kroz period od više stoljeća. Kipčaki (Kipchaks) iz područja Irtiša polaze na jugozapad kroz Kazahstan i nastaniše se u sadašnjoj jugozapadnoj Rusiji. Mongolska najezda uništi ih, a pade i posljednji ostatak nekad moćnog seldžučkog carstva na tlu Irana. Ipak, Džingis-kan umire (1227.), a njegovo carstvo se podijeli, što rezultira procesom islamizacije i turkifikacije Mongola van mongolskog područja. Njihov utjecaj slabi, a raste moć Turkijaca u Središnjoj Aziji. Jedan od turkijskih vođa, Timur, bio je sposoban da u kasnom 14. stoljeću proširi svoju vlast preko većine jugozapadne Azije. Tek u 15. stoljeću, ruska ekspanzija prema Kaspijskom jezeru tjera Turkijce istočno, u sadašnji Kazahstan. Danas ih poznajemo kao Kazahe. 
Zbog procesa migracija, osvajanja, mješovitih brakova i asimilacija, mnogi su turkijski narodi sadašnje Središnje i Jugozapadne Azije miješanog porijekla. Nakon Ruske revolucije 1917. turkijski narodi počinju stvarati začetke budućih nacionalnih zajednica, to su Kazahstan, Uzbekistan, Kirgizija i Turkmenija.
Veza turkijskih jezika s mongolskim i tunguskim u porodicu zvanu altajskom danas se smatra neutemeljenim.

## Turkijski narodi danas
Najbrojniji turkijski narodi nakon Turaka iz Turske su Uzbeci, danas nastanjeni u Uzbekistanu i Afganistanu. Njihovo ime došlo je po Öz Begu, najvećem kanu Zlatne Horde. Druga velika grupa su Kazahi (Kazakhs), što nastadoše od Kipčaka, dijela Zlatne Horde. Većina živi u Kazahstanu, a ima ih i u Xinjiangu i Gansuu u Kini. Kirgizi, čije je porijeklo nejasno, žive u Kirgiziji, ima ih i u Afganistanu i zapadnoj Kini. Turkmeni ili Turkomani bijahu do 1924. nomadska plemena bez političkog jedinstva. Danas žive u Turkmenistanu, a također ih ima i u Afganistanu, Iraku, Siriji i Turskoj. Azeri su iz Azerbajdžana i Irana, porijeklom su od Oguza. Karakalpaci, srodni Kazahima, žive u Uzbekistanu. Tatari su podijeljeni na cijeli niz lokalnih grupa, a državno između Rusije i Ukrajine. Porijeklom su od Kipčaka, a imaju moguće i protobugarskog elementa. Baškirci su rasipani istočnom europskom Rusijom, danas imaju vlastitu republiku u Rusiji. Jezik im je čisto turkijski. Karačajevci i Balkarci s Kavkaza nepoznatog su porijekla. Jakuti iz Sahe su nepoznatog porijekla, zbog jezika svrstavani su u Turkijce. Ujguri čine prevladavajuću većinu u Xinjiangu ali ih ima i u srednjoazijskim republikama.

## Osnovna podjela
(4 glavne grane);
A) Sjeveroistočni; B) Sjeverozapadni (Kipčaci); C) Jugoistočni; D) Jugozapadni (Oguzi).
- 1.	Afšari (Afshars) – najraštrkanija grupa Turkijaca u Iranu, oko 100,000, po jeziku su srodni Azerima. Žive na obalama jezera Urmije kod Zandžana; duž granice Kurdistana; južno od Kirmana i u Horasanu. Nemaju nikakvog političkog jedistva, ipak svi se nazivaju imenom Afšari i razlikuju svoje pojedine grupe od ostalih Turkijaca ili ne-Turkijaca.
- 2.	Altajci (Ojroti) – Rusija, u planinama Altaj i Alatau, nekoliko plemena: Teleuti, Telengi, Ojroti
- 3.	Aynu (Ainu, Abdal) – Kina. 5000. Ne smiju se pobrkati s narodom Ainu na Sahalinu i Hokaidu.
- 4.	Azeri – Azerbajdžan, Iran (šijiti).
- 5.	Balkarci – Rusija. ogranak Karačajevaca. Žive u Kabardino-Balkariji s nesrodnim Kabardincima. 1944. deportirani u Sibir zbog kolaboracije s nacistima. 1957. vraćaju se konačno kući. U 15. stoljeću oni i Kabardinci (ne svi) primili su islam od Krimskih Tatara i Otomanskih Turaka.
- 6.	Baškirci (Baškorti) – u Baškortostanu, Rusija.
- 7.	Čagatajci – Turkmenistan
- 8.	Čulimski Tatari – Rusija
- 9.	Čuvaši – govore poseban turkijski, vjeruje se da potječu od Protobugara. U Čuvaškoj republici, Rusija
- 10.	Dolgani – Rusija
- 11.	Gagauzi – Moldova (153.000; 1989.), Ukrajina, Rumunjska, Bugarska. Potomci Seldžuka.
- 12.	Hakasi (Abakanski Tatari) –  Rusija, u Autonomnoj oblasti Hakasiji. Plemena: Sagajci, Beljtiri, Kiziljci.
- 13.	Horasanski Turkijci (Khorasan Turks). Iran.
- 14.	Ilsavan (Shahsavan, Shahseven). Kolektivno ime za oko 50 plemena u Istočnom Azerbajdžanu, Iran. Oko 100,000, stočari i nomadi. Ljeti vode stoku na ispašu po visokim padinama Sabalana, dok se zimi spuštaju na Dasht-e Moghan, kod rijeke Aras, koja čini granicu između Rusije i Irana.
- 15.	Jakuti – Rusija. Nastali miješanjem lokalnih i turkijskih plemena
- 16.	Juruci – Balkan (Sjeverna Makedonija), Turska.
- 17.	Kadžari, Čine malenu turkijsku enklavu među Mazanderanima u Iranu. Tek nešto ih je stalno-naseljenih, ostali su nomadski stočari.
- 18.	Karačajevci – Rusija, u Karačajevo-Čerkeziji. Muslimani su. Kao i Balkarci bili su deportirani u središnju Aziju tokom rata.
- 19.	Karakalpaci – Uzbekistan.
- 20.	Karagasi (Tofalari, Sajanski Samojedi) – turcizirani Samojedi, Rusija.
- 21.	Karaim (Karaite) – Turkijska jezična grupa u Litvi. Njihovo porijeklo je možda židovsko.
- 22.	Karapahi (Karapakhs) – Manje turkijsko pleme nastanjeno u Iranu u Horasanu i duž južne obale jezera Urmije.
- 23.	Kašgai (Qashqais) – Iran, konfederacija od nekoliko (većinom šijitskih) plemena Turkijaca u provinciji Fars; 250.000. Od 1960. mnogi su naseljeni po selima i gradovima.
- 24.	Kazahi (Kazaki) – Kazahstan. Oni su nastali odvajanjem od Uzbeka. Sadašnji Kazahi formirali su se sredinom 15. stoljeća. Prvi vođa bio im je Khan Kasym (vladao od 1511. – 1523.), koji je ujedinio kazačka plemena.
- 25.	Khalaj Turkijci – Iran, 17.000
- 26.	Kirgizi – Kirgistan; 3000 u Afganistanu (na Pamiru), većina 1978. pobjegla u Pakistan nakon što su sovjetske i afganske trupe upale u Wakhan. Žive u jurtama.
- 27.	Krimski Tatari
- 28.	Kumici (Kumiki) – sjeverni Dagestan, Rusija. Potomci srednjoazijskih Kipčaka.
- 29.	Nogajci – Rusija. Crni i Bijeli. U stepama Dagestana (jedna grupa) i druga u Stavropoljskom kraju. Govore različite jezike.
- 30.	Salar Ujguri – Kina.
- 31.	Šori (Shor) – Rusija.
- 32.	Tatari – U Tatarstanu (3,8 milijuna), Rusija. Jezik pripada grupi Kipčak. sastoje se od više velikih grupa rasipanih po Rusiji i Ukrajini.
- 33.	Turci – Turska.
- 34.	Turki – Kina. Ogranak Gagauza. 30 domaćinstava.
- 35.	Turkmeni (Turkomani). Tukmenistan; u Afganistanu 12 plemena, 200.000 (1990.). U Iranu žive u kraju zvanom Turkoman Sahra, 250.000 (1986.) – Oni su porijeklom od srednjovjekovnih Oguza čija je pradomovina bila u Mongoliji i oko jezera Bajkal, bili su konfederacija poznata kao Devet Oguz ('Nine Oguz'). Od 10. stoljeća oni se već nalaze u Kazahstanu sjeverno od Aralskog jezera. Ime im se prvi puta spominje u izvorima iz 10.tog stoljeća. Klanski vođa Seljuk osniva dinastiju i carstvo koje nosi njegovo ime a srž mu čine oni elementi Oguza što migriraju južno u Afganistan i Iran. Središte carstva bilo je u Iranu. Otuda se dijelovi Oguza šire u sadašnji Azerbajdžan i Anatoliju.
- 36.	Tuvinci – Tuva, Rusija, 314.000 (1995.).
- 37.	Ujguri – Žuti (Zapadni), Istočni.
  - Taranči
- 38.	Urumi – Ukrajina.
- 39.	Uzbeci – Afganistan, 1,3 milijuna; Uzbekistan, Tadžikistan, Turkmenistan i manja grupa u Iranu (Horasan), u susjedstvu plemena Karapaha.

## Vanjske poveznice
- Turkic peoples
- Language Family Trees: Altaic, Turkic
- The Turkic Peoples Of Central Asia  Arhivirana inačica izvorne stranice od 9. listopada 2007. (Wayback Machine)